# بولون‌کول
بولون‌کول (تاجیکی: Булункӯл) یک دریاچه پیدایشی زمین‌ساخت صفحه‌ای است و در ولایت مختار کوهستان بدخشان، در جنوب شرق تاجیکستان واقع شده است. این دریاچه با مساحت ۳٫۴ کیلومترمربع در ارتفاع ۳۷۳۷٬۴ متر بالاتر از سطح دریا واقع شده‌است. ژرفای این دریاچه بیشین ۲ است. بولون‌کول در یک کیلومتر و نیمی دریاچه مشابهی به نام یشیل‌کول نزدیک است.

## ترکیبی شیمی اب
دریاچه بولون‌کول وارد منطقه بی‌کربناتی می‌شود و در جدولِ آلیمِ شناخت چنین آورده.
| شکل‌گیری  | رخساره                | کل مواد جامد محلول، میلی‌گرم / لیتر |
| -------- | --------------------- | ---------------------------------- |
| بی‌کربنات | HCO3— —Na++ K+ —SO4²- | ۱۵۰—۲۰۰                            |